# Pablo Antonio Cuadra
Pablo Antonio Cuadra Cardenal (Managua, 4 de noviembre de 1912 - 2 de enero de 2002) fue un poeta, ensayista, crítico de arte y de literatura, dramaturgo, artista gráfico e ideólogo nicaragüense.

## Biografía
Históricamente, su familia ha estado ligada a la política y a la poesía de Nicaragua. Evidencia de esto último son su tío abuelo Vicente Cuadra, quien fue presidente de Nicaragua (1871-1875); y sus primos: Joaquín Pasos Argüello, poeta y dramaturgo, y Ernesto Cardenal, poeta, escritor, escultor, religioso y político, y Ministro de Cultura durante el gobierno sandinista (1984-1990).
En 1931 PAC, junto con José Coronel Urtecho, Joaquín Pasos y otros escritores como Manolo Cuadra y Luis Alberto Cabrales, todos estudiantes del Colegio Centroamérica fundan en Granada el movimiento literario denominado "Vanguardia", que procuraba innovar o liberar la cantidad de reglas y estamentos que ya estaban establecidos por los movimientos anteriores, por lo que su única regla era no respetar ninguna regla.
Fue un escritor nicaragüense que ejerció el periodismo y la docencia universitaria, y desempeñó cargos políticos y diplomáticos, fue una de las principales figuras del vanguardismo en Centroamérica.
Explicación
PAC se opuso a la intervención de los Estados Unidos en Nicaragua, y apoyó al guerrillero Augusto César Sandino a inicio de la década de los 1930; y también se opuso a la dinastía de los Somoza. Su compromiso político y social con su pueblo, lo llevó más tarde a abogar de manera franca y directa por los pobres de Nicaragua, razón por la cual fue brevemente encarcelado por el régimen de Somoza en 1956 y por muchos años se autoimpuso un exilio en México, España y Costa Rica
Muchos años más tarde, también criticó al gobierno del Frente Sandinista de Liberación Nacional por comprometer la independencia cultural de Nicaragua y se exilió en Austin, Texas.
Estudió derecho en la Universidad de Oriente y Mediodía de Granada, Nicaragua. En 1939 viajó por primera vez a España, visitó Cádiz, Sevilla, Santander y estuvo varias semanas en Madrid, a finales de ese año regresa a Nicaragua.
El 26 de junio de 1945, Pablo Antonio Cuadra ingresa en la Academia Nicaragüense de la Lengua (que precisamente había fundado su padre en 1928, siendo Canciller de Nicaragua), con un discurso titulado "Introducción del pensamiento vivo de Rubén Darío".  Fue director de esta Academia desde 1964 hasta su muerte.
Vuelve a España en 1946, como parte de la delegación oficial de Nicaragua al XIX Congreso Mundial de Pax Romana. En esa asamblea, se constituye el Instituto Cultural Iberoamericano (presidido por el propio Pablo Antonio Cuadra), que sería la base para la creación del Instituto de Cultura Hispánica unos meses más tarde; en la actualidad Agencia Española de Cooperación Internacional para el Desarrollo. Nuevamente viaja a España en 1948.
A partir de 1964 comenzó a publicar en el diario "La Prensa" de Nicaragua sus "Escritos A Máquina", en los que desde una perspectiva política y filosófica, comentó sobre la agitada historia de su natal Nicaragua. Llega a ser codirector de este diario en 1954 junto con su primo Pedro Joaquín Chamorro Cardenal, quien fuera asesinado por la dictadura somocista el 10 de enero de 1978.
En 1960 funda la revista centroamericana de cultura "El pez y la serpiente" y funge como director de ésta durante más de cuarenta años.
En 1988 formó parte del jurado que concedió en España el Premio Cervantes a María Zambrano.  En octubre del mismo año, se presentó en el Palacio Nacional de la Cultura de Caracas, Venezuela una recopilación de la poesía religiosa de PAC: "Libro De Horas", ocasión en la que él declaró a la prensa: "América sólo puede encontrar y realizar a plenitud su propia identidad si logra, con los elementos de su propia historia, realizar la síntesis entre cultura y fe".
En 1991 obtuvo el doctorado honoris causa del Instituto Centroamericano de Administración de Empresas (INCAE).
En 1993 es nombrado Rector de la Universidad Católica (UNICA), conservando simultáneamente el cargo de Director del diario "La Prensa", que abandona en 1999. En 1995 la Universidad Francisco Marroquín le otorgó un doctorado honoris causa. En 1999 obtuvo el doctorado honoris causa de la Universidad Thomas More de Nicaragua y en el 2001 el de la Universidad Americana de Managua (UAM)

## Fallecimiento
Falleció en Managua, el 2 de enero de 2002 a los 89 años de edad. En su casa de reparto Las Colinas, a causa de un paro respiratorio tras una prolongada enfermedad, y fue sepultado al día siguiente en la ciudad de Granada.

## Premios y reconocimientos
- 1950: Premio de Guion Cinematográfico del Instituto de Cultura Hispánica de Madrid por "La Cegua".
- 1959: Premio Centroamericano de Poesía Rubén Darío.
- 1965: Premio Rubén Darío de Poesía Hispánica.
- 1986: Premio Rimini de Italia.
- 1991: Premio Gabriela Mistral de la OEA.
- 1992: Nominado al Premio Nobel de Literatura.

## Obra
- Poesía
  - "Poemas Nicaragüenses", Editorial Nascimento, Santiago 1934
  - "Canto Temporal", 1943
  - "Poemas Con Un Crepúsculo A Cuestas", 1949
  - "La Tierra Prometida", 1952
  - "Por Los Caminos Van Los Campesinos", 1937
  - "El Jaguar Y La Luna", Editorial Artes Gráficas, Managua 1959
  - "Poesía (selección. 1929-1962)"Ediciones Cultura Hispánica, Madrid 1964
  - "Poesía Escogida", Editorial Universitaria, León 1968
  - "Tierra Que Habla", Editorial Universitaria Centroamericana, San José 1974
  - "Esos Rostros Que Asoman En La Multitud", Ediciones El Pez y la Serpiente, Managua 1976
  - "Cantos De Cifar Y Del Mar Dulce", Ediciones de la Academia Nicaragüense de la Lengua, Managua 1979
  - "Siete Árboles Contra El Atardecer", Ediciones de la Presidencia de la República, Caracas 1980
  - "Viacrucis", 1987, (Kindle 2012)
  - "Obra Poética Completa" (7 vols.), Libro Libre, San José 1983-1989
  - "Antología Poética", Kindle 2012

- Ensayo
  - "Hacia La Cruz Del Sur", 1936
  - "Promisión De México Y Otros Ensayos", 1945
  - "Entre La Cruz Y La Espada", 1946
  - "Torres de Dios", 1958, 1985
  - "El Nicaragüense", 1967
  - "Otro Rapto De Europa", 1976
  - "Aventura Literaria Del Mestizaje", 1987
  - "El hombre: Un Dios en Exilio", 1991
  - "ABC de la Novela", Kindle 2012

- Cuento
  - "Agosto", 1970, 1972
  - "Vuelva, Güegüense", 1970
  - "Cuentos Escogidos", 1999

- Teatro
  - "La Cegua", 1950 (2004, Kindle 2012)
  - "Por Los Caminos Van Los Campesinos", 1957
  - "El coro y la máscara", 1991, que contiene tres piezas: "Death", "Johana Mostega" y "Un Muerto Pregunta Por Julia"